# HD 148291
HD 148291，又名CP-61 5701，SAO 253582、HR 6125，是一颗恒星，视星等为5.2，位于銀經326.1，銀緯-9.08，其B1900.0坐标为赤經16h 21m 56s，赤緯-61° -9.08′ 43″。